# Alpaida hartliebi
Alpaida hartliebi är en spindelart som beskrevs av Levi 1988. Alpaida hartliebi ingår i släktet Alpaida och familjen hjulspindlar. Inga underarter finns listade i Catalogue of Life.